# سیارک ۱۱۷۹۱
سیارک ۱۱۷۹۱ (به انگلیسی: 11791 Sofiyavarzar، نامگذاری:1978SH7) یازده هزار و هفتصد و نود و یکمین سیارک کشف شده‌است که در ۲۶ سپتامبر ۱۹۷۸ کشف شد.
قدر مطلق سیارک برابر ۱۶٫۲ است.